# Cristóbal Jiménez Encina
Cristóbal Jiménez y Encina (Monda, Málaga, 1866– Madrid, 8 de marzo de 1956) fue un médico otorrinolaringólogo y poeta español del siglo XX.

## Formación
Fueron sus profesores de enseñanza primaria sus hermanos mayores por lo que no asistió a ningún colegio en su niñez. Cursó el Bachillerato en Málaga. Estudió medicina en las Universidades de Valladolid y de Madrid.
En el Archivo Histórico Nacional, existe expediente académico, donde figura como alumno de la Facultad de Farmacia (1883/1884) de la Universidad Central (Madrid).

## Médico, doctor en medicina y otros cargos
Tuvo consulta en la calle Portillo nº13 (1899), en la calle Hortaliza nº39 2.º derecha (1905-1906), en la calle Carmen nº40 (1908) y en la calle Infantes nº36 (1909). En 1915 traslada su domicilio y consulta a la calle Barquillo n.º 8 triplicado, primero (1915, 1917, 1919 y 1922), todas en Madrid. En 1914 y 1917 consta como doctor en Medicina, en la Plaza de Bilbao n.º 1 (Madrid).

### Instituto Rubio

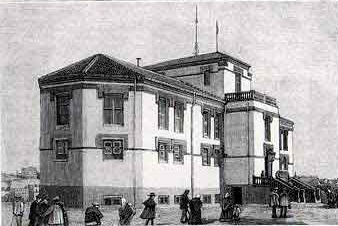
Instituto Rubio (Instituto de Terapéutica Operatoria)

Terminada la carrera, durante dieciocho años fue discípulo y ayudante del doctor Ureña (especialista en garganta, nariz y oídos), hasta la muerte de éste. Trabajó en el Servicio de Otorrinolaringología del Instituto Rubio (Instituto de Terapéutica Operatoria), en 1906 fue nombrado Jefe de la Sección de dicho Servicio. En marzo de 1905, figura como firmante de la carta de agradecimiento a la Sra. Dª Sol Rubio de García del Busto, hija de Federico Rubio y Galí, por la donación al Instituto Rubio de la fundación del periódico la "Revista Iberoamericana de Ciencias Médicas".
El 17 de junio, el 29 de octubre, el 4 de noviembre de 1909 y en marzo de 1910, ofreció varias conferencias sobre «Insuficiencia de la función nasal en los tuberculosos pulmonares»; y el 4 y el 18 de mayo de 1933, impartió una conferencia sobre «El tratamiento del Cáncer Laríngeo».

### Instituto de la Encarnación
Fue uno de los profesores del nuevo Centro benéfico denominado, el Instituto de la Encarnación, que se reunió para la distribución de servicios a finales de 1911. El servicio de garganta nariz y oídos del Instituto, estuvo a su cargo en fechas 1912-1914-1922. Además, fue uno de los doctores que recibió a S.M. el Rey Alfonso XIII en la inauguración y entrega del Insitituto Médico-Quirúrjico de la Encarnación (calle de Ayala nº59), a la Liga Popular contra la Tuberculosis. Impartió cursos prácticos en 1922 y asistió a la inauguración de curso y banquete en diciembre de 1922. En el segundo día de las Jornadas Médicas en Madrid ofreció una conferencia el 19 de octubre de 1927.

### Dispensarios

#### Dispensario de María Cristina
En 1901, el doctor Verdes Montenegro fundó en Madrid el primer dispensario antituberculoso de España, en un “hotel” en la calle del General Pardiñas, n.º 4. Fue el Dispensario Antituberculoso de Madrid, inaugurado por la reina Regente, doña María Cristina, y por el ministro de la Gobernación, don Antonio Maura, que en 1908 fue cedido al Estado, reformado y ampliado, convirtiéndose en el Real Dispensario Antituberculoso María Cristina, inaugurado el 28 de diciembre de 1908 en la calle Goya, por el rey Alfonso XIII, acompañado de las reinas Victoria Eugenia, su esposa, y María Cristina, su madre. Fue uno de los profesores presentes en la visita de la familia Real.

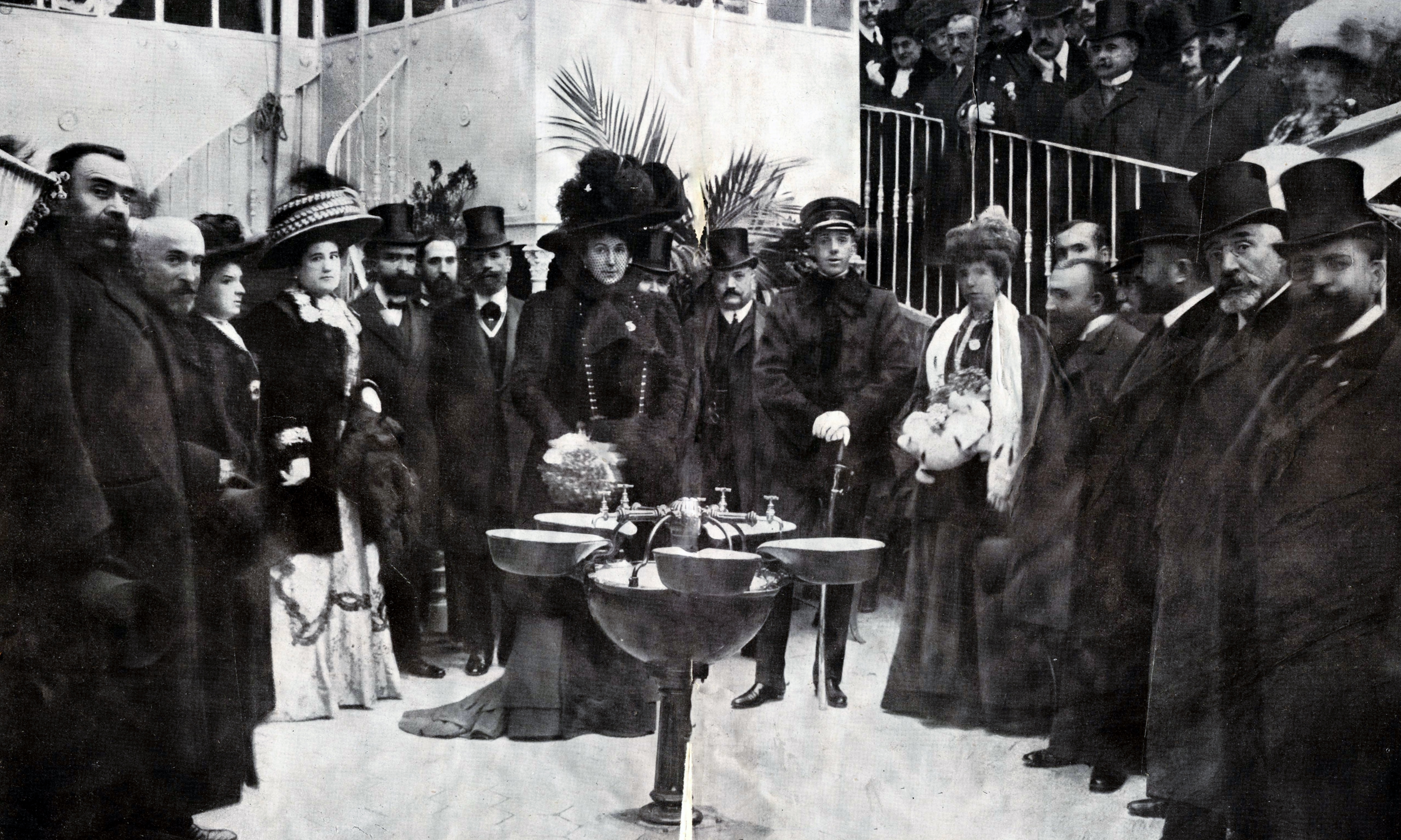
Sus Majestades el Rey Alfonso XIII y la Reina Victoria en el jardín del Dispensario Antituberculoso "María Cristina" (C/Goya 40) durante el acto de inauguración del mismo

Tuvo consulta y prestó gratuitamente sus servicios en el Dispensario desde su ingreso hasta 1927, primero en la calle General Pardiñas n.º 4 y después en Goya nº40, del que fue fundador.
El 27 de octubre de 1910 en el Colegio de Médicos fue uno de los profesores que dio cuenta a sus compañeros de los trabajos presentados por el Dispensario en el Congreso de Barcelona.
En 1910, con objeto de hacer una obra de extensión del Dispensario que enseñara a las clases obreras de Madrid donde se hallaba el mayor peligro de tuberculosis para las madres, para los niños y para los obreros, y el modo de evitarlo, el Dispensario María Cristina dio en la "Casa del Pueblo" todos los sábados conferencias. Las del doctor Jiménez Encina, fueron charlas higiénicas sobre «Enfermedades de garganta».
El 10 de octubre de 1912, en la Facultad de Medicina, se celebró la sesión inaugural de "La Liga Popular contra la Tuberculosis", presentaron trabajos los doctores Botella y Jiménez Encina del Dispensario de María Cristina, que se ocuparon de «Las localizaciones laríngeas» y también de «La tuberculosis».
Fue uno de los doctores de la Escuela Española de Tisiología que colaboró, en un curso gratuito, para médicos, sebre el «Diagnóstico y tratamientos modernos de la tuberculosis pulmonar», del 1 de febrero al 15 de abril de 1920, en el Dispensario María Cristina.
Al proclamarse la República, él como todos sus compañeros de los Dispensarios, quedó cesante: ya que se le consideraba monárquico por presidir el Patronato Antituberculoso Su Majestad Real Don Alfonso XIII. Tal orden, sin embargo, tuvo que ser revocada, porque así dispusieron los tribunales.
En 1943 tuvo consulta en el Dispensario de Buenavista (antiguo María Cristina).

#### Dispensario de la Universidad (Victoria Eugenia)
Asistió a la inauguración el 25 de mayo de 1917 del Real Sanatorio Victoria Eugenia (calle Andrés Mellado n.º 37) donde tuvo su consultorio en 1943.

#### Dispensario del Distrito del Hospital
En 1934 se publica Orden nombrando a D. Cristóbal Jiménez Encinas Médico Otorrinolaringólogo del Dispensario del Distrito del Hospital (calle Cabeza n.º 4).

### Sociedad Otorrinolaringológica de Madrid
La Sociedad Otorrino-laringológica de Madrid fue fundada por el profesor del Instituto Rubio el doctor Oribe y tuvo local en el Colegio de Médicos (Esparteros n.º 9) de Madrid.

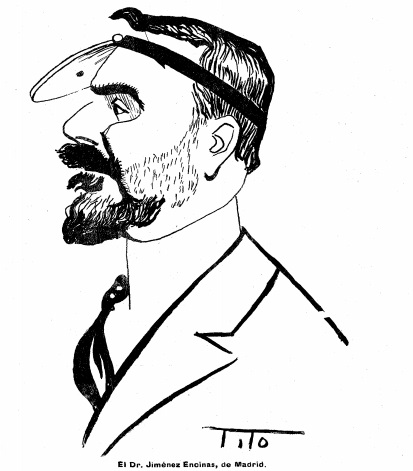
Caricatura de Cristóbal Jiménez Encina, en La España Médica en 1916

El 24 de diciembre de 1909, se discutieron dos comunicaciones del doctor García Tapia. Una referente a un caso de «Parálisis de laringe», asociada a parálisis del velo, y otra que consistía en la presentación de un escoplo original para simplificar la operación de Claoné. Los doctores Morales, Irueste y Jiménez Encina, avaloraron con sus opiniones los nuevos y bien tratados temas del distinguido especialista del Instituto Rubio.
En las sesiones de 1910, el 5 de abril, fue uno de los doctores que presentó casos, el 4 de mayo, expuso un caso de «Flemón faríngeo profundo» y el 30 de diciembre, habló de «Un tumor faríngeo».
En las sesiones de 1911, el 26 de mayo, presentó una comunicación sobre «Estenosis bronquial», el 16 de octubre, asistió a la primera sesión del curso lectivo, en la que se discutió un caso de «Sarcoma de amígdala», se reeligió a la Junta Directiva anterior y se trataron cuestiones de orden interior y el 30 de octubre, hizo una acabada crítica del tratamiento de «Los papilomas laríngeos».
En las sesiones de 1912, el 29 de enero, presentó un caso, el 26 de abril, presentó comunicaciones; en la sesión del 31 de mayo de 1912, habló de «Neumonía «abs ingesta» por parálisis laríngea». Participó en la inauguración de las sesiones del curso lectivo, el 29 de octubre. En la reunión del 30 de diciembre, discutió casos clínicos junto a los doctores, Ernesto Botella, Santaló, Ilurre, Alberto Pérez Moreno y Eduardo Gómez Gereda. Se habló también de la epidemia reinante de difteria y del siguiente Congreso Internacional de la especialidad, que al parecer ya no se iba a celebrar en Copenhague en 1915, según se había anunciado y de la cual se trató más adelante, en el Congreso de Londres.
En las sesiones de 1913, el 31 de enero, presentó «Un operado extirpación total de laringe», el 28 de abril, presentó un caso de «Laringuectomía total», el 30 de mayo, participó en las consideraciones acerca de las «Laringuectomías», abogó por la operación en dos tiempos. Asistió a la sesión inaugural de curso realizada, en el salón de actos del Colegio de Médicos, el 3 de noviembre.
En las sesiones de 1914, el 30 de enero, presentó una comunicación sobre  «Una falsa mastoiditis de Bezold con falso signo de Luc». En mayo, intervino en las comunicaciones presentadas por los doctores, Botella y Rueda. En la sesión mensual, el 30 de diciembre, prensentó un caso de «Extirpación total de laringe».
Asistió a la sesión del 30 de mayo de 1915.
En la sesión celebrada el 22 de marzo de 1932, trató en el segundo punto del orden del día, sobre «Ciertas formas de laringitis sifilíticas».

### Otros Cargos

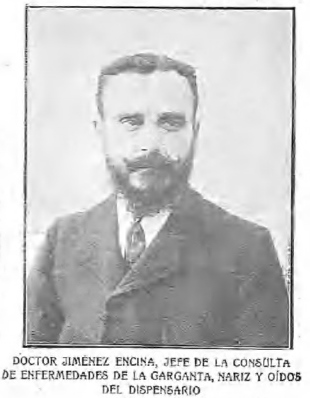
Cristóbal Jiménez Encina 1904

Fue Vocal de la Junta Directiva de La Liga Popular contra la Tuberculosis (1913), nombrado Inspector Médico-Escolar en Madrid (1915). En 1927, miembro de la Asociación de Médicos especializados del Real Patronato de la Lucha Antituberculosa de España. De 1924 a 1930, Vocal del Patronato Nacional de Sordomudos y de Ciegos. El 8 de julio de 1931 en el periódico "La Libertad", se publicó una carta al director en la que hace constar que ya no forma parte del Patronato Nacional de Sordomudos, del que había renunciado hacía un tiempo. El 31 de julio de 1931 por Real Orden, fue confirmado su cargo de Inspector Médico-Escolar en Madrid. En 1932, Presidente de la Junta Directiva de la Sociedad Otorrinolaringológica madrileña. El 22 de febrero de 1934, se publicó su nombramiento como Presidente del nuevo Patronato para las Escuelas de los Sordomudos, Ciegos y Maternales. Terminada la guerra civil (1939), fue repuesto en los cargos que ocupaba en 1936. En el año 1956 era el único superviviente de los que formaron el primer grupo de profesores en la lucha antituberculosa, y de los que inauguraron el Instituto Terapéutica Operatoria, que luego se denominó Instituto Rubio.

## Trabajos Médicos
Publicó numerosos trabajos sobre otorrinolaringología, tales como «Abscesos faríngeos», «Estenosis laríngeas de naturaleza sifilítica», «La sordera en los escolares», «Mentalidad de los niños adenoideos», «Radium-radioterapia del cáncer laríngeo», «Casos de extirpación total de la faringe», «Pronósticos de la tuberculosis laríngea» y muchos más, así como trató análogos temas en conferencias y en los diferentes congresos nacionales e internacionales en que participó.

### Trabajos y Publicaciones Médicas
- Presentó dos casos de «Absceso retrofaríngeo», en la "Revista Iberoamericana de Ciencias Médicas", en la publicación de octubre de 1906.[25]

- Al formarse en 1906 la primera Comisión Sanitaria contra la tuberculosis fue elegido miembro de ella por sus trabajos sobre «Tisiología» y «Médico-sociales».

- El "Heraldo de Madrid" publicó el 3 de mayo de 1910, un artículo en el que se nombran sus trabajos sobre «Abscesos faríngeos», «Estenosis laríngeas de naturaleza sifilítica»: particularidades notables de su tratamiento. De «La insuficiencia de la función nasal en los enfermos de tuberculosis pulmonar», «Lipomatosis del cuello» y «Traqueotomía».[26]

- El 20 y 28 de octubre de 1912, "La Correspondencia de España", publicó bajo el título Las sesiones de la Liga, "Recopiladas en un libro bastante voluminoso, estos días se están repartiendo las comunicaciones de los distinguidos profesores del Dispensario". Entre los doctores firmantes figura el Dr. Jiménez Encina.[27]

- En 1913, publicó un trabajo sobre «La aprosepsia en los adenoideos».[28]

- Presentó: "Estadística de mil novecientos casos de niños y niñas escolares que en un crecido tanto por ciento sé hallaban afectos de «Vegetaciones adenoideas y ozénicos». Las familias de los alumnos a quien el doctor Jiménez Encina propuso la operación, lejos de asustarse, la aceptaron al instante, viendo después curada la sordera y la desaparición paulatina de retraso intelectual consecutivo.[29] "

- Fue uno de los colaboradores del "Anuario Médico" que se publicó en 1927, con «La Otología y la Inspección Médico-Escolar» en la especialidad de Otorrinolaringología.[30]

- Fue uno de los primeros en establecer la diferenciación entre «Laringitis tuberculosa» y «Las complicaciones laríngeas en el tuberculoso».

- Fue el primero en aplicar «Tuberculinas».

- Reunió el protocolo más completo acerca de «Las sales del oro».

### Sesiones y Congresos

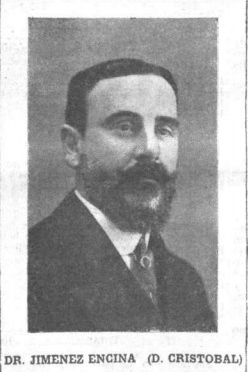
Jiménez Encina, Cristóbal 1910

Desde el Congreso Internacional de 1902, pasando por el Antituberculoso de 1910, su voz autorizadísima se oyó en todos ellos.

#### Sesiones
En la sesión pública celebrada por la Academia Médico Quirúrgica Española en su local de la calle Montero nº22, el 26 de marzo de 1906, presentó dos casos de «Papiloma laríngeos en niños» y en la sesión celebrada el 21 de febrero de 1908 participó en la discusión pendiente.
Fue uno de los médicos, que presentó casos, el 7 de julio de 1910, en la última Sesión Científica del curso, de la Sociedad Española de Dermatología y Sifiliografía, en el Colegio de Médicos.
En la Sesión Científica, celebrada el 31 de agosto de 1912, participó en las discusiones y presentó la comunicación, «Sordera en los Escolares».
El 10 de diciembre de 1931, en sesión celebrada en el Colegio de Médicos, de La Sociedad Española de Tisiología presentó «La presión arterial de los tuberculosos».

#### Congresos
- En el Congreso de Otorrinolaringología de Sevilla, presentó dos trabajos:[36]
  - «Tratamiento de la tuberculosis laríngea con experiencias de aplicación local de tuberculina con éxito.»
  - «Septicemias de origen ótico sin otorrea.»

- Participó en el IV Congreso de Otorrinolaringología celebrado en Bilbao el 26, 27, 28 y 29 de agosto de 1912:
  - 66.«La Sordera en los Escolares.»
  - 67.«Vegetaciones adenoides y su influencia en la mentalidad de los niños.»
  - 68.«Tratamiento de las desviaciones angulares del tabique cartilaginoso.[37]»

- Participó en 1917, en el Congreso para "El Progreso de las Ciencias" y presentó el trabajo: «La Sordera en los Escolares».[38]

- En septiembre de 1932, participó en el Segundo Congreso de Otorrinolaringología que se celebró en Madrid.[39]

## Pacientes Conocidos
Fue amigo fraterno y médico de cabecera de Alejandro Lerroux. El 29 de septiembre de 1908, "La coalición", periódico republicano-progresista, publicó una comunicación de Tomás Roncero, capitán retirado procedente de la sublevación de Badajoz desde la Línea (Campo de Gibraltar), sobre la estancia de Alejandro Lerroux en Gibraltar: "No cesa de recibir numerosas visitas de amigos y correligionarios de Andalucía, Extremadura, Ceuta y otros puntos. Últimamente le han visitado cambiando impresiones con el caudillo radical, entre otros el doctor Jiménez Encina, de Madrid. " El 15 de abril de 1930 se publicó en "El Liberal", que administró curas al líder republicano a su llegada a Madrid, lesionado en un accidente automovilístico. Fue uno de los caballeros que acompañó a Alejandro Lerroux, Ministro de Estado, en su viaje a París, el 14 de noviembre de 1931. Fue uno de los médicos que asistió al Homenaje de Médicos y Farmacéuticos al Sr. Alejandro Lerroux el 24 de marzo de 1932. El 23 de abril de 1935 fue uno de los acompañantes de Alejandro Lerroux en su viaje a Sevilla, estando de regreso en Madrid el 28 siguiente. Fue en una de las visitas en julio de 1935, a Alejandro Lerroux, que junto al Secretario del Ayuntamiento de Ronda (Málaga), le entregó un oficio en el que se le comunicaba que aquel municipio había decidido darle su nombre a una calle.
Fueron muchos otros, los personajes que, tratados por el Dr. Jiménez Encina, curaron sus dolencias. Entre ellos figuraron los cantantes Anselmi, Titta Ruffo, La Niña de los Peines y Pepe Blanco. Trató en diversas ocasiones de faringitis al poeta Antonio Machado. En 1916 efectuó con éxito una operación quirúrgica al crítico teatral de la tribuna Tomás Borrás y operó también al actor Vicente García Valero, recomendado éste a su vez por el periodista Roberto Castrovido. En julio de 1923 atendió a su llegada a Madrid a Francisco Morano víctima de un disparo. El 1 de marzo de 1929, operó de una afección de garganta a Jacinto Guerrero

## Reconocimiento

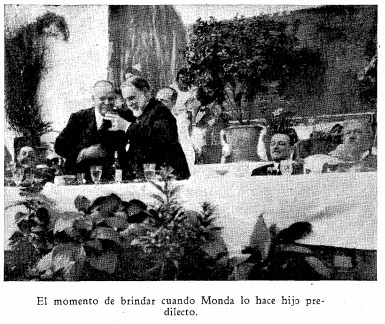
Cristóbal Jiménez Encina Hijo predilecto de Monda (Málaga)

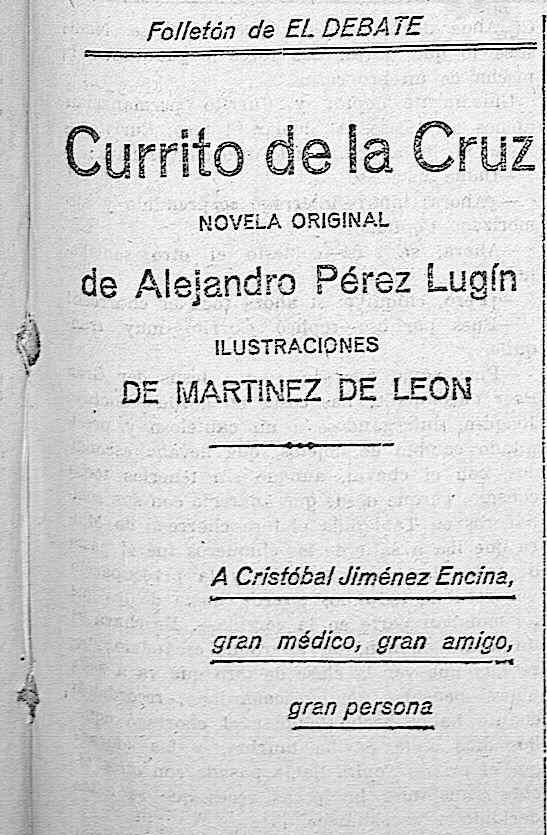
Currito de la Cruz de Alejandro Pérez Lugín, novela dedicada a Cristóbal Jiménez Encina

En agosto de 1922, Monda (Málaga) el pueblo donde nació, le rindió un homenaje. Primeramente, el Alcalde Manuel Rojo, descubrió la lápida fijada en las paredes de la casa donde nació. El catedrático en Derecho Adolfo Pérez Gascón, pronunció una elocuente oración, glosando los méritos del homenajeado. Después, la comitiva se dirigió a las Casas Consistoriales, en donde el Ayuntamiento en pleno se constituyó para hacer solemne entrega al doctor, del artístico pergamino en que se transcribió el acuerdo de aquel, nombrándole hijo predilecto de Monda. Se celebró un banquete en honor del festejado, cuyo ofrecimiento lo hizo el Jefe del partido de Monda, D. José Macías, quien con palabra fácil y emocionada pronunció un sentido discurso. También habló su primo D. Luis Encina, médico y diputado a Cortes por Málaga y remate de aquella fiesta fueron los inmortales
versos del gran Marquina, con el que años más tarde emparentó.
En 1925 fue condecorado con la Gran Cruz de Beneficencia y el 16 de agosto de 1927, se le celebró un homenaje en el pueblo de Monda (Málaga), además el 1 de mayo de 1931, "La España Médica", recoge un artículo biográfico de tres páginas con fotos del homenaje, bajo el título: "Vidas ejemplares: La del Dr. Jiménez Encina".
En 1944 se le colocó en la cabeza del escalafón con el número uno, por considerarse ejemplar su actuación y su historia en la Sanidad Pública y en 1950 le concedieron la Orden Civil de Sanidad, siendo objeto de un homenaje al cumplir los cincuenta años de vida profesional, donde hicieron el elogio de su personalidad científica los doctores Marañón y Crespo Álvarez.
En 1954 le fue concedida la Medalla de Oro del Trabajo. Declaró en esa ocasión el Dr. Jiménez Encina que el descubrimiento de los antibióticos curadores de la tuberculosis le recompensaba de todas las amarguras, puesto que había dedicado su vida a luchar contra dicha enfermedad en su especialidad. El periódico "ABC", el 29 de octubre de 1955 publicó un artículo biográfico en su homenaje, con la foto de la entrega de la Medalla de Oro del Trabajo.
El famoso escritor Pérez Lugín le dedicó su novela "Currito de la Cruz", en la que, además, figura el doctor Jiménez Encina como uno de los personajes.
En la actualidad, existen las calles, Doctor Jiménez Encina, 29620, Torremolinos, España y Doctor Jiménez Encina, 29110, Monda, Málaga, España.

### Homenaje
Versos en homenaje, el día que se le declaró hijo ilustre y predilecto de Monda (Málaga), de Eduardo Marquina:

Monda, que ya de antiguo conocías
el bronco honor de los guerreros hechos
y que, en la paz de tus tranquilos días,
mirándote hacia dentro, revivías
epopeyas de ejércitos deshechos,
hoy, finalmente—y hasta hoy, no—has sabido
de la gloria que dura,
más allá de la muerte y del olvido
porque esto de virtud, como el latido
de una fontana de agua en la llanura.
Monda, en lo antiguo heroica y hoy materna,
aunque es humilde, para la medida
de tu gloria de antaño, la moderna;
porque aquélla era muerte y esta es vida.
Besa en la frente al que nació en tu seno,
honra su mano que el dolor mitiga
y, por tu gesto de hoy. Dios te bendiga
porque no cabe más en lo terreno;
santo como el terrón que da una espiga
es el pueblo en que nace un hombre bueno.

## Poeta y Obra
Figura eminente en el mundo científico por su especialidad de laringólogo, ha cultivado, junto a sus estudios médicos, las artes y las letras, y contribuido con originales aportaciones a enriquecer el arte folklórico andaluz. Muchas coplas suyas fueron incorporadas a sus repertorios por los grandes "cantaores" flamencos. El Paisaje y las costumbres de su tierra malagueña son perceptibles en algunos de sus poemas publicados con el título de «Refugio»
- Refugio: «Habla el rio», «Serranillas», «Cristo en la cruz», «Por malagueñas», «Solearillas».
  - Cristobal Jiménez Encina - «Habla el rio» Poemas recitados. Un espacio para la poesía recitada en la voz de Tomás Galindo.
- Soneto: «A la calavera de mi estudio».[57]

## Otras actividades

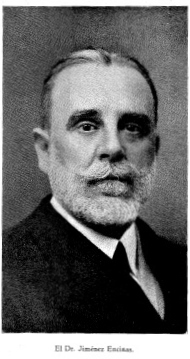
Cristóbal Jiménez Encina 1921 en La España Médica

El 12 de febrero de 1905 asistió a la inauguración de un establecimiento para la curación de toda clase de enfermedades, exceptuando las contagiosas y las mentales en el hotel Villa Gloria.
Participó en el homenaje en el centenario de Manuel García, que se publicó en "El Imparcial", el 17 de marzo de 1905.
Fue testigo el 2 de enero de 1906 del enlace matrimonial de Enrique Loewe Hinton y su primera mujer Pilar Alonso Galiano.
Fue Vocal de la Junta Directiva de la Sociedad, Centro Regional Bético, constituida el 28 de octubre de 1906, en Madrid.
Fue uno de los señores que visitaron en su prisión, a Roberto Castrovido en 1908.
El 13 de mayo de 1916, fue uno de los doctores presentes en la inauguración del Sanatorio de la Liga Antituberculosa de Húmeda, por los Reyes. Asistieron al acto SS.MM. la Reina Doña Cristina, y los Infantes.
El 20 de octubre de 1921 se publicó una entrevista en "El Debate", a Cristóbal Jiménez Encina en la que habla de Manuel García, inventor del laringoscopio.
El 14 de mayo de 1929 el "Heraldo de Madrid", publicó: "Un Escándalo Científico, ¿Se curan las enfermedades por una intervención en el nervio Trigémino?", con la opinión de los doctores Jiménez Encina y Julián de Vila respecto a las curas milagrosas del doctor Fernando Asuero.
Fue Presidente de la Casa de Andalucía en 1930. Bajo este cargo, el 9 y 10 de mayo de 1931 y junto a su consuegro Eduardo Marquina, periodista, poeta, novelista y dramaturgo entre otros, fueron miembros de la Comisión del Homenaje a Carmen Díaz, que se celebró en Sevilla.
Sus aficiones y gustos, fueron el arte, la poesía, el campo. Correr a la sierra como niño en vacaciones y a la caza y a la pesca se entrega con todo entusiasmo de su temperamento meridional.

## Familia
Nació en el pueblo de Monda, de la provincia de Málaga en 1866, fue el noveno hijo de Mateo Jiménez Rojo, natural de Monda (Málaga), y de Rafaela Encina Benítez, natural de Albacete. Nieto de Francisco Encina del Peral, oriundo de Albacete y de Marta Benítez Benítez. 
Fue biznieto del Regidor Perpetuo de la villa de Albacete, Julián Joseph Encina y Martínez, y de su mujer, María Jacinta Roca del Peral Díaz, ambos naturales de dicha villa.

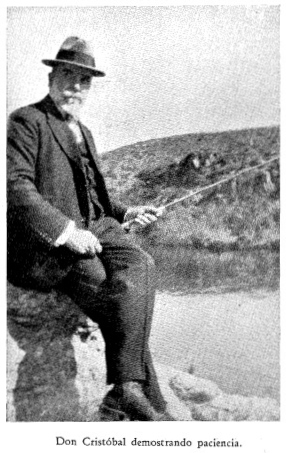
Cristóbal Jiménez y Encina

Se casó con Balbina Quesada Ferrándiz y tuvieron ocho hijos: Luis, Mateo, Felisa, María del Carmen, Balbina, Cristóbal, Paz y Rafaela Jiménez Quesada (Jiménez-Encina Quesada).
El 8 de diciembre de 1917 falleció en la Línea de la Concepción su hermano, el abogado y notario Ezequiel Jiménez Encina.
Su hijo Luis Jiménez-Encina Quesada (1896-1979) fue Otorrino y durante más de cuarenta años Director de los servicios médicos de la Sociedad de Autores, Director médico del Colegio Nacional de Sordomudos y Ciegos, médico de la Presidencia del Consejo de Ministros, médico del Colegio de Médicos de Madrid y, en varias ocasiones, secretario y miembro de la directiva del Círculo de Bellas Artes. Se casó el 17 de junio de 1920, en la Parroquia de San José en (Madrid), con María de los Ángeles Butrageño Rubio, hija de Antonio Butragueño Serrano y Mercedes Rubio Martiáñez, con la que tuvo tres hijos. María de los Ángeles, María Luisa y Antonio Jiménez Butragueño.
Su hijo Mateo Jiménez Quesada (1898-1981), doctor en Medicina, Inspector Médico-escolar (1927-1929) y Vocal del Patronato para las Escuelas de los Sordomudos, Ciegos y Maternales (1934), se casó en primeras nupcias con Carmen Astray, la primera quincena de octubre de 1924, con la que tuvo una hija llamada Carmen Jiménez Astray. Anulado este matrimonio, se casó por segunda vez con Magdalena Elissalt Hiriart, con la que tuvo tres hijos, Daniel, Jaime y Juan Cristóbal Jiménez-Quesada Elissalt.
A finales de julio de 1925 su hija Felisa Jiménez-Encina (1902-1941) se casó con Emilio Germán Halffter Escriche, hijo de Ernesto Halffter Hein y Rosario Escriche Erradón y hermano de los compositores Rodolfo y Ernesto Halffter. Tuvieron tres hijos, Emilio, el compositor Cristóbal y Josefina Halffter Jiménez-Encina, esta última presidenta de la Fundación Ramón Estalella en honor a Ramón Estalella Pujola, consagrada a la promoción de jóvenes dedicados a las Bellas Artes.

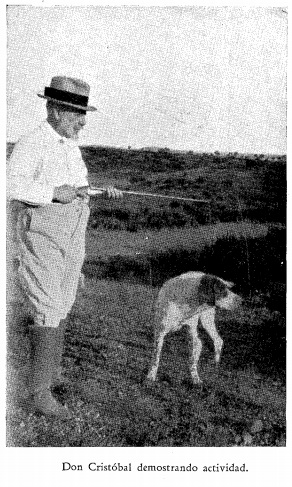
Cristóbal Jiménez Encinas

Su hija María del Carmen Jiménez Quesada (1903-1904) falleció en Madrid, con poco menos de un año de edad.
Su hija Balbina Jiménez Quesada (1907-1997) se casó con Lluís Armangué Ferrer y tuvieron tres hijos, Maria Lluísa, Rosa y Martí Armangué Jiménez, María Luisa se casó con Jordi Vila Soler.
Su hijo Cristóbal Jiménez Quesada (1909-1994) fue abogado y director general de la Sociedad de Autores de España, se casó con Concepción Astorga Hidalgo y tuvieron cuatro hijas, Concepción, Cuca, María Jesús y Pilar Jiménez Astorga.
El 27 de junio de 1925 en la Iglesia de San José (Madrid), su hija Paz Jiménez Quesada se casó con Luis Marquina Pinchot, guionista y director de cine, hijo de Eduardo Marquina . Tuvieron tres hijos, Mercedes, Eduardo y Teresa Marquina Jiménez, esta última escritora de "La Verbena" (1981) y de "Mechas" (2006).
Su hija Rafaela Jiménez Quesada fue maestra puericultora y escritora. Además nombrada inspector médico-escolar (1929), vocal electivo del Consejo Superior de protección de la infancia (1931-1936), directora del Reformatorio de la Casa de Arcos de Chamartín (1932) y vocal de la Asociación Auxiliar del niño (1935). Escribió "El niño" (1948). Falleció soltera el 30 de diciembre de 1972 en Madrid.
Fue testigo del enlace matrimonial, en la Real iglesia de San Francisco el Grande (Madrid), el 21 de julio de 1945, de José Luis Ponce de León y Belloso, hijo de su primo José Ponce de León y Encina y Mercedes Belloso Rodríguez, con María Luisa Esteban Fernández hija de Antonio Esteban de Faura y Gertrudis Fernández Gómez.
Además, entre sus descendientes se encuentran Pedro Halffter, director de orquesta y compositor, Ramón Estalella Halffter, licenciado en Derecho y Diplomado en Asesoría Fiscal, poseedor de la medalla de Plata de la Solidaridad de la Fundación Reina Sofía, el Worldwide Award en 2010 y ganador de la XIV Edición del Premio Hermestur y Juan Manuel Navarro y Jiménez-Quesada, VI barón consorte de Casa Davalillo.
Falleció en Madrid, el 8 de marzo de 1956.

## Biografía en la Enciclopedia universal ilustrada europeo-americana
Biografía en la Enciclopedia universal ilustrada europeo-americana: Suplemento anual, Espasa-Calpe, S.A., 1955, Página 292:
JIMENEZ ENCINA (CRISTÓBAL). Médico español, n. Monda (provincia de Málaga) en 1866 y m. en Madrid el 8 de marzo de 1956. Estudió en las Universidades de Valladolid y Madrid, y luego de haberse graduado, ingresó en el Instituto Rubio, de Madrid, como ayudante del doctor Uruñuela, especialista en otorrinolaringología, especialidad que, a su vez, adoptó también y a la que consagró toda su vida profesional. Del mismo Instituto y de dicha especialidad, fue después profesor. Por espacio de varios años prestó servicios gratuitos, como jefe de la clínica de enfermedades de la garganta, nariz y oído, en el Dispensario Antituberculoso de María Cristina, del que fue fundador. En 1931, al instaurarse en España la República, se vio privado de sus funciones oficiales por suponérsele monárquico. En 1939, al término de la Cruzada de Liberación, fue repuesto en los cargos que anteriormente había ostentado, tributándosele los honores a que su jerarquía científica y sus desvelos por la sanidad pública le habían hecho acreedor. El doctor Jiménez Encina era considerado como una de las más competentes .autoridades en otorrinolaringología; publicó numerosos trabajos sobre esta materia, tales como Abscesos faríngeos, Estenosis laríngeas de naturaleza sifilítica, La sordera en los escolares, Mentalidad de los niños adenoideos, Radium-radioterapia del cáncer laríngeo, Casos de extirpación total de la faringe, Pronósticos de la tuberculosis laríngea y muchos más, así como trató análogos temas en conferencias y en los diferentes congresos nacionales e internacionales en que participó. Era presidente de honor de la Sociedad Española de Otorrinolaringología. Estaba condecorado con la gran cruz de Beneficencia, Orden Civil de Sanidad y medalla de oro del Trabajo.